# Gillian Allnutt

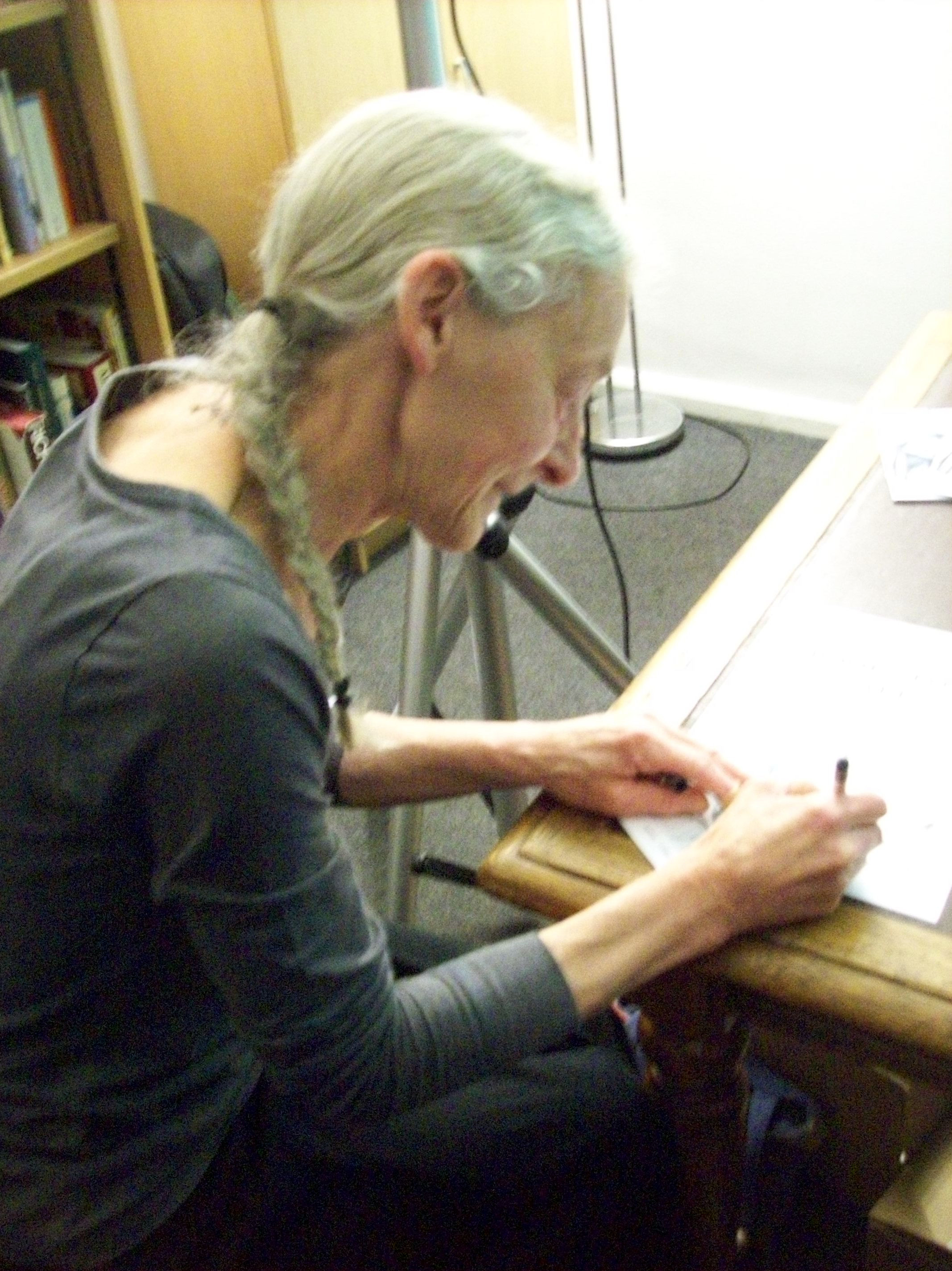
Gillian Allnutt

Gillian Allnutt (ur. 15 stycznia 1949 w Londynie) – angielska poetka.
Dzieciństwo spędziła w Newcastle upon Tyne. Studiowała filozofię i literaturę angielską na University of Cambridge i University of Sussex. Od 1973 roku nauczała literatury angielskiej i twórczego pisania (creative writing) w Londynie i Newcastle. Pracowała także jako dziennikarka i wydawca.  W latach 1983–1988 prowadziła dział poezji w czasopiśmie City Limits. Dwa tomy jej poezji (Nantucket and the Angel oraz Lintel) były nominowane do T.S. Eliot Prize. W 2017 otrzymała The Queen's Gold Medal for Poetry.

## Wybrana twórczość
- Spitting the Pips Out (1981)[2]
- Beginning the Avocado (1987)[2]
- Blackthorn (1994, ISBN 978-1-85224-270-1)[2]
- Nantucket and the Angel (1997, ISBN 978-1-85224-382-1)[2]
- Lintel (2001, ISBN 978-1-85224-547-4)
- Sojourner (2004 ISBN 978-1-85224-669-3)[5]
- How the Bicycle Shone: New & Selected Poems (2007, ISBN 978-1-85224-759-1)